# Petrus Wilhelmus Best
Petrus Wilhelmus Best, nizozemski general, * 1881, † 1960.